# غوا شوجينغ
غوا شوجينغ (بالصينية: 郭守敬) عالم فلك ومهندس هيدروليكي وعالم رياضيات وسياسي صيني عاش في عهد أسرة يوان (1271-1368). وقد تأثر يوهان آدم شال فون بيل (1591-1666) بالأجهزة الفلكية المحفوظة لِغوا لدرجة أنه أطلق عليه «تيخو براهي الصيني». تعاون معه جمال الدين البخاري.